# توريتشلا
توريتشلا (بالإيطالية: Torricella)‏ هي بلدية في مقاطعة تارانتو في إقليم بوليا الإيطالي.

## السكان
في سنة 1861 بلغ عدد السكان 855 نسمة، وتطور العدد ليصل في سنة 2011 لـ 4٬233 نسمة.
يظهر هذا المخطط البياني تطور النمو السكاني لـ توريتشلا